# Tramway de Santo Amaro
O Tramway de Santo Amaro foi uma ferrovia de bitola estreita, com trens a vapor, que ligava o centro de São Paulo a Santo Amaro (então um município, que foi incorporado a São Paulo em 1935).

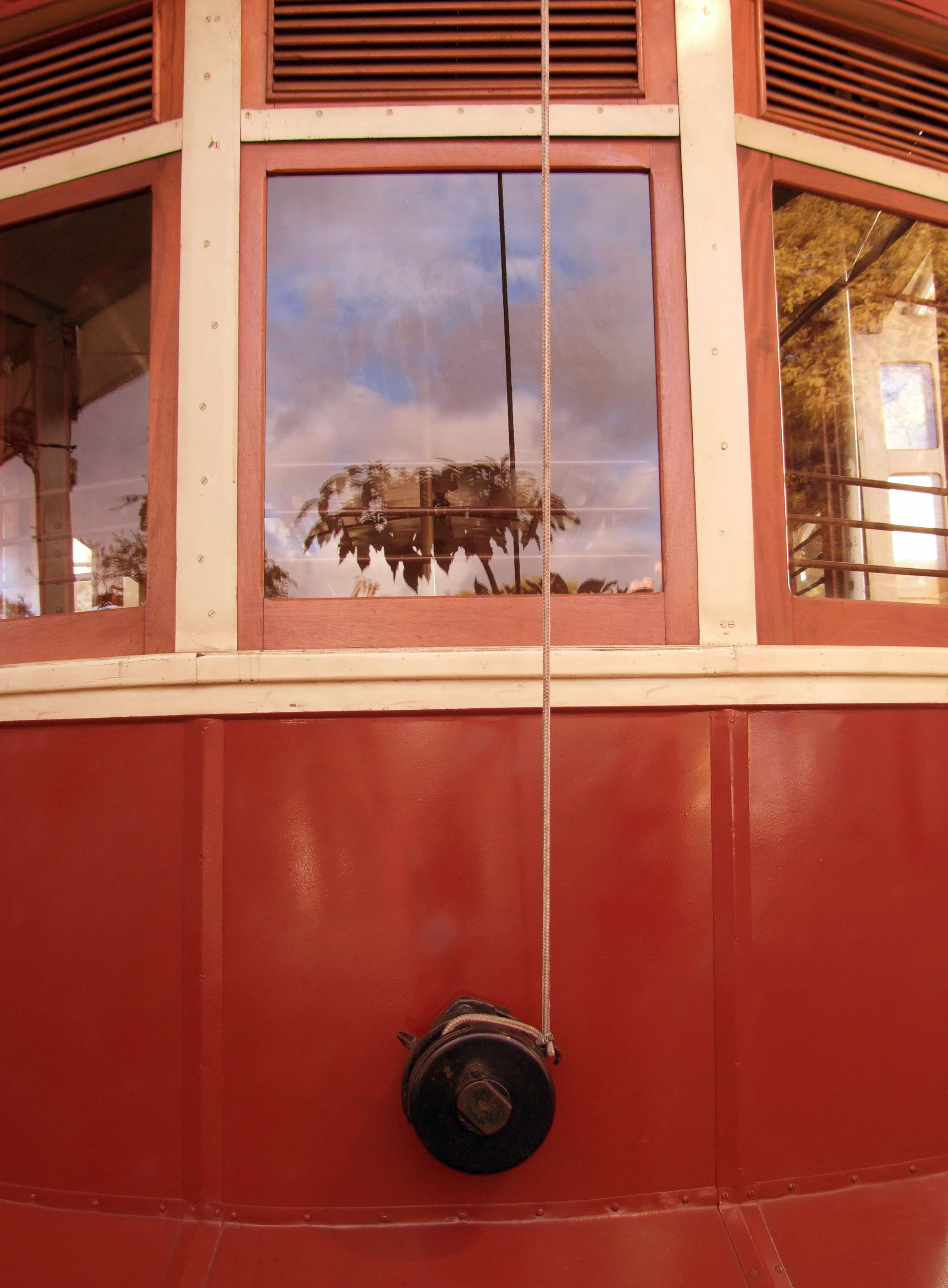
Bonde Elétrico

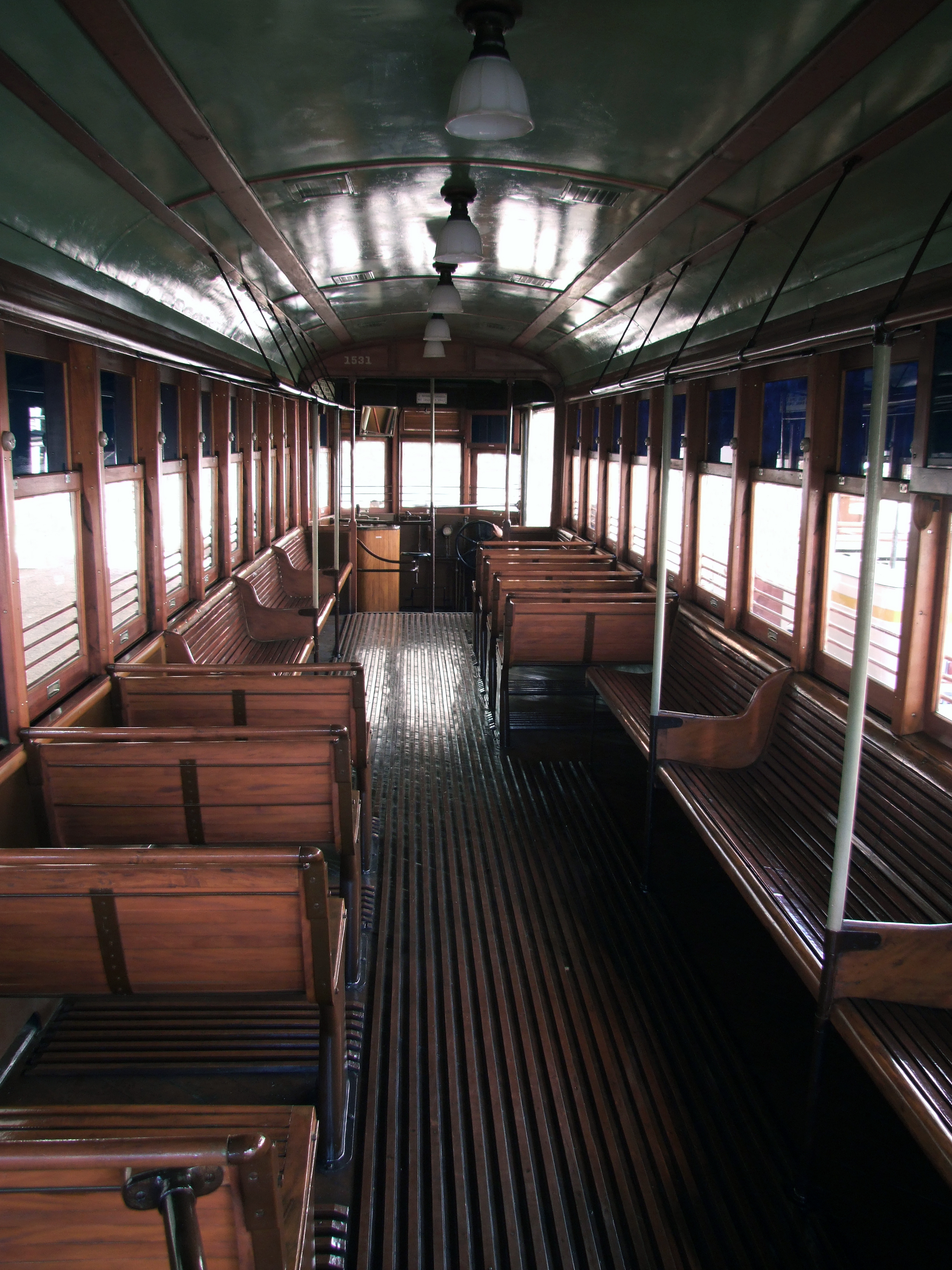
Bonde Elétrico

Em 1886, foi inaugurada a Estrada de Ferro Santo Amaro, operada pela Companhia Carris de Ferro de São Paulo a Santo Amaro, com a presença do imperador Pedro II. A antiga linha seguia pelo que hoje corresponde à Rua Vergueiro, Rua Domingos de Morais e Avenida Jabaquara, o trajeto da atual Linha 1-Azul do Metrô. Ela passava por onde, mais tarde, seria construído o Aeroporto de Congonhas, pelo Brooklin Paulista e pelo Alto da Boa Vista seguindo então para o centro de Santo Amaro. O plano original para construção da linha previa que ela fosse estendida até o povoado de São Lourenço da Serra.
A estrada de ferro possuía 5 estações: São Joaquim, Vila Mariana, Encontro, Volta Redonda e Santo Amaro. São Joaquim localizava-se no local da atual Estação São Joaquim do metrô, Vila Mariana localizava-se próximo da atual Estação Vila Mariana do metrô, Encontro localizava-se próximo da atual Estação São Judas do metrô, Volta Redonda localizava-se na Rua Volta Redonda e Santo Amaro localizava-se próximo da atual Estação Adolfo Pinheiro do metrô.
A São Paulo Tramway, Light and Power Company comprou a Carris de Ferro de Santo Amaro em 1900 e estendeu o serviço de bondes que operava em São Paulo para a Vila Mariana, onde a estação Vila Mariana foi convertida em estacionamento de bondes, que foi desativado em 1966.
Essa linha de trens foi substituída, em 7 de julho de 1913, por uma linha de bondes, que do trajeto anterior desviava na Rua Domingos de Morais para a Avenida Conselheiro Rodrigues Alves, seguindo pelas regiões de Ibirapuera, Moema, Indianópolis, Campo Belo, Brooklin Paulista e Alto da Boa Vista, dando origem ao que hoje são a Avenida Ibirapuera e a Avenida Vereador José Diniz.
As paradas da linha de Santo Amaro eram: Ipê, Ibirapuera, Libanesa, Moema, Largo Franco, Indianópolis, Pavão, Força, Vila Helena, Campo Belo, Piraquara, Frei Gaspar, Volta Redonda, Brooklin Paulista, Petrópolis, Floriano, Alto da Boa Vista, Pouso Alegre e Marechal Deodoro. A partir desta seguia pela avenida Santo Amaro, parando em frente ao Colégio Jesus Maria José, e Linneu Prestes.
O terminal da linha era a estação Ponto da Villa, possivelmente onde hoje é o Largo 13 de Maio ou na atual Praça Floriano Peixoto. Entre 1913 e 1964 havia a extensão para o Socorro, que parava no Largo do Socorro. Alguns bondes paravam no Brooklin Paulista e em Vila Helena, no Ibirapuera.
A Estação Santo Amaro ficava localizada onde atualmente se situam o colégio Lineu Prestes e a Praça Santa Cruz, na Avenida Adolfo Pinheiro, tendo sido demolida em 1966.
A linha de Santo Amaro foi desativada em 27 de março de 1968. Foi a última linha de bondes de São Paulo.

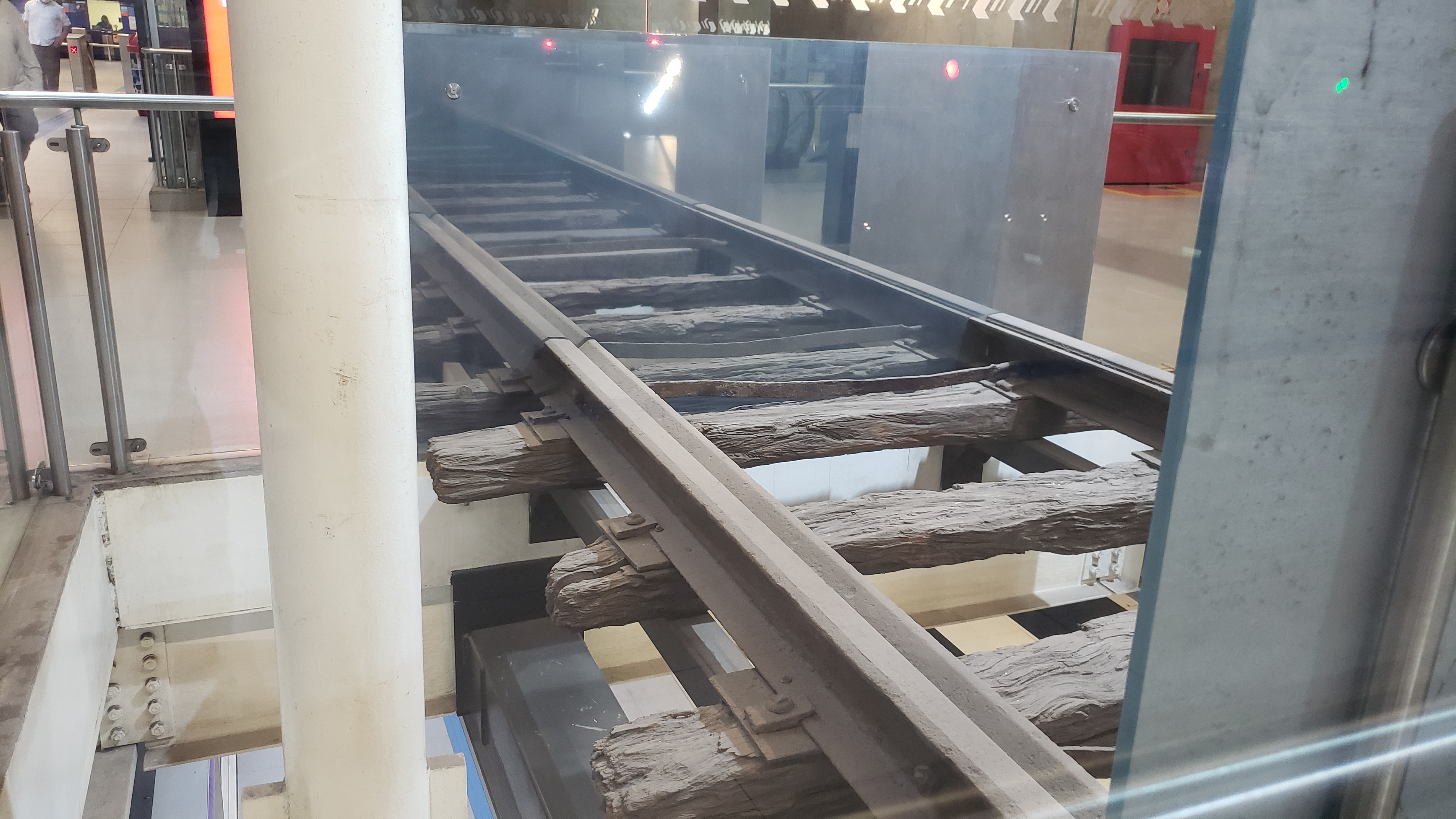
Trilhos do tramway de Santo Amaro em exposição permanente na estação Adolfo Pinheiro da linha 5-Lilás do Metrô.

Atualmente, a Linha 5-Lilás do Metrô passa paralela à antiga linha de bondes, e em alguns trechos ela passa por onde passava a linha, mais precisamente nas estações Adolfo Pinheiro, Eucaliptos e Moema. Durante a construção da Estação Adolfo Pinheiro, foram encontrados trilhos dessa antiga linha. Após o final da obra, um pequeno trecho dessa via foi instalado na estação, em uma exposição permanente denominada "Vitrine Arqueológica".

## Irmã Catarina Beaumont
Irmã Catarina, de origem francesa (Caterine Beaumont, Nice 1887) lecionava francês aos alunos do Colégio Jesus Maria José. Todas as manhãs tomava o bonde na Estação Campo Belo onde vivia na Ordem dos Recoletos de Santo Agostinho até a (então ponto final da Linha) Santo Amaro para do Colégio. Já em seus metros finais, no dia 30 de agosto de 1932,  a composição chocou-se com um caminhão tanque. Com o impacto várias pessoas foram arremessadas do bonde. Irmã Catarina, foi uma destas pessoas defenestradas e seus últimos minutos de vida foram à frente do Colégio Jesus Maria José de Santo Amaro (então município). O acidente comoveu a população e as autoridades que exatamente 1 ano após o trágico acidente aprovaram a Lei Beaumont, que obrigava todos os bondes da cidade de São Paulo a disponibilizar cintos de segurança para os passageiros.